# Quận Cleburne, Alabama
Quận Cleburne là một quận thuộc tiểu bang Alabama, Hoa Kỳ. Quận được đặt tên theo Patrick Cleburne. Dân số năm 2000 là 14.123 người. Quận lỵ là Heflin.